# Армстронг (Ајова)
Армстронг (енгл. Armstrong) град је у америчкој савезној држави Ајова. По попису становништва из 2010. у њему је живело 926 становника.

## Демографија
Према попису становништва из 2010. у граду је живело 926 становника, што је -53 (-5.4%) становника више него 2000. године.
| Група             | 2000.       | 2010.       |
| Белци             | 965 (98,6%) | 906 (97,8%) |
| Афроамериканци    | 2 (0,2%)    | 0 (0,0%)    |
| Азијати           | 1 (0,1%)    | 4 (0,4%)    |
| Хиспаноамериканци | 3 (0,3%)    | 6 (0,6%)    |
| Укупно            | 979         | 926         |